# Oploo, Sint Anthonis en Ledeacker

Gemeentewapen

Gemeentevlag

De gemeente Oploo, Sint Anthonis en Ledeacker, meestal kortweg Oploo c.a. genoemd, was een gemeente in de Nederlandse provincie Noord-Brabant. De gemeente werd bij de gemeentelijke herindeling van 1994 samengevoegd met een deel van de gemeente Wanroij. Daarmee vormde het tot 1 januari 2022 de fusiegemeente Sint Anthonis. Deze laatstgenoemde gemeente ging per die datum op in de nieuw gevormde gemeente Land van Cuijk.
De gemeente Oploo bestond sinds 1810 (terwijl het tot 1770 een heerlijkheid was waarna het in het Land van Cuijk werd ingevoegd), en in 1817 werd het gemeentewapen aan Oploo toegekend. Oploo was tot 1821 een zelfstandige gemeente, maar werd toen samengevoegd met de tot dat moment eveneens zelfstandige gemeente Sint Anthonis en Ledeacker. De gemeenten werden per 1 januari 1821 samengevoegd tot Oploo, Sint Anthonis en Ledeacker. In 1942 werd Westerbeek toegevoegd (die laatste behoorde tot 1942 toe aan gemeente Sambeek).
Het gemeentehuis van de gemeente Oploo, Sint Anthonis en Ledeacker stond in Sint Anthonis, de grootste plaats van de gemeente. Opmerkelijk detail is dat Oploo, vanwege de naam van de gemeente, meestal genoemd werd op landkaarten, terwijl het beduidend kleiner was dan het naastgelegen en niet-vermelde Sint Anthonis.
De ambtsketen van de voormalige gemeente Oploo, Sint Anthonis en Ledeacker wordt permanent tentoongesteld in de hal van het gemeentehuis van Sint Anthonis, dat destijds overigens ook al van de gemeente Oploo, Sint Anthonis en Ledeacker het gemeentehuis was.